# Горни-Рибник
Горни-Рибник (серб. Горњи Рибник) —  населённый пункт (село) в Республике Сербской, Босния и Герцеговина. Центр общины Рибник, которая относится к субрегиону Мрконич-Град региона Баня-Лука.

## Население
Численность населения села Горни-Рибник по переписи 2013 года составила 729 человек.
Этнический состав населения населённого пункта по переписи 1991 года:
- сербы — 683 (98,13%),
- югославы — 8 (1,15 %),
- боснийские мусульмане — 5 (0,72 %),
- всего 696